# Зарансько
Зарансько (пол. Zarańsko, нім. Sarranzig) — село в Польщі, у гміні Дравсько-Поморське Дравського повіту Західнопоморського воєводства.
Населення — 567 осіб (2011).
У 1975-1998 роках село належало до Кошалінського воєводства.

## Демографія
Демографічна структура станом на 31 березня 2011 року:
|          | Загалом | Допрацездатний вік | Працездатний вік | Постпрацездатний вік |
| -------- | ------- | ------------------ | ---------------- | -------------------- |
| Чоловіки | 294     | 64                 | 206              | 24                   |
| Жінки    | 273     | 58                 | 147              | 68                   |
| Разом    | 567     | 122                | 353              | 92                   |